# 神奈川県道43号藤沢厚木線
座標: 北緯35度25分2.5秒 東経139度24分5.1秒 / 北緯35.417361度 東経139.401417度

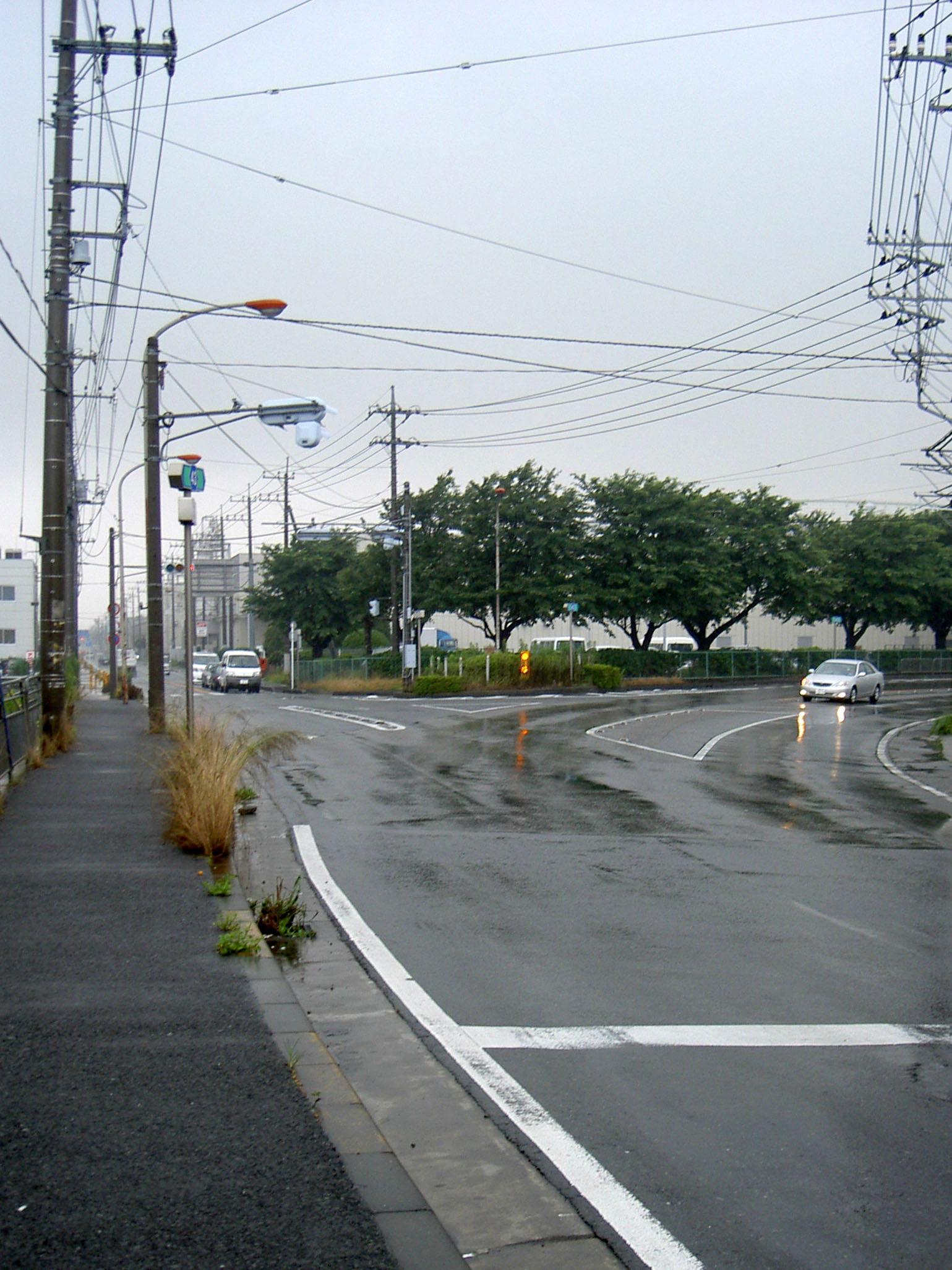
海老名市上河内を通過する神奈川県道43号線（右折する道路）。左は神奈川県道408号線

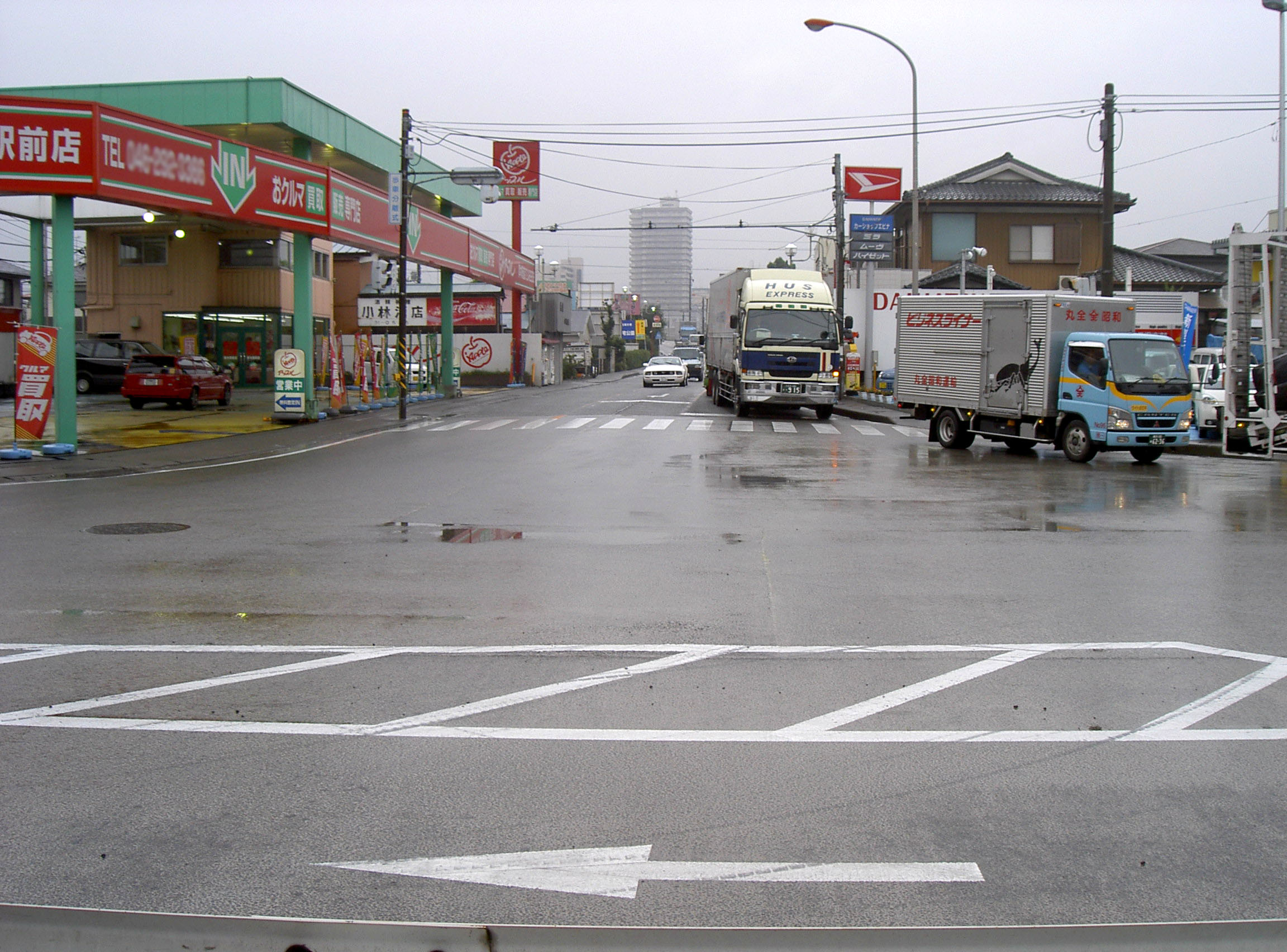
海老名市河原口、相模大橋東交差点から相模大橋方面を望む。43号線は左側から奥の相模大橋方面へ向かう。

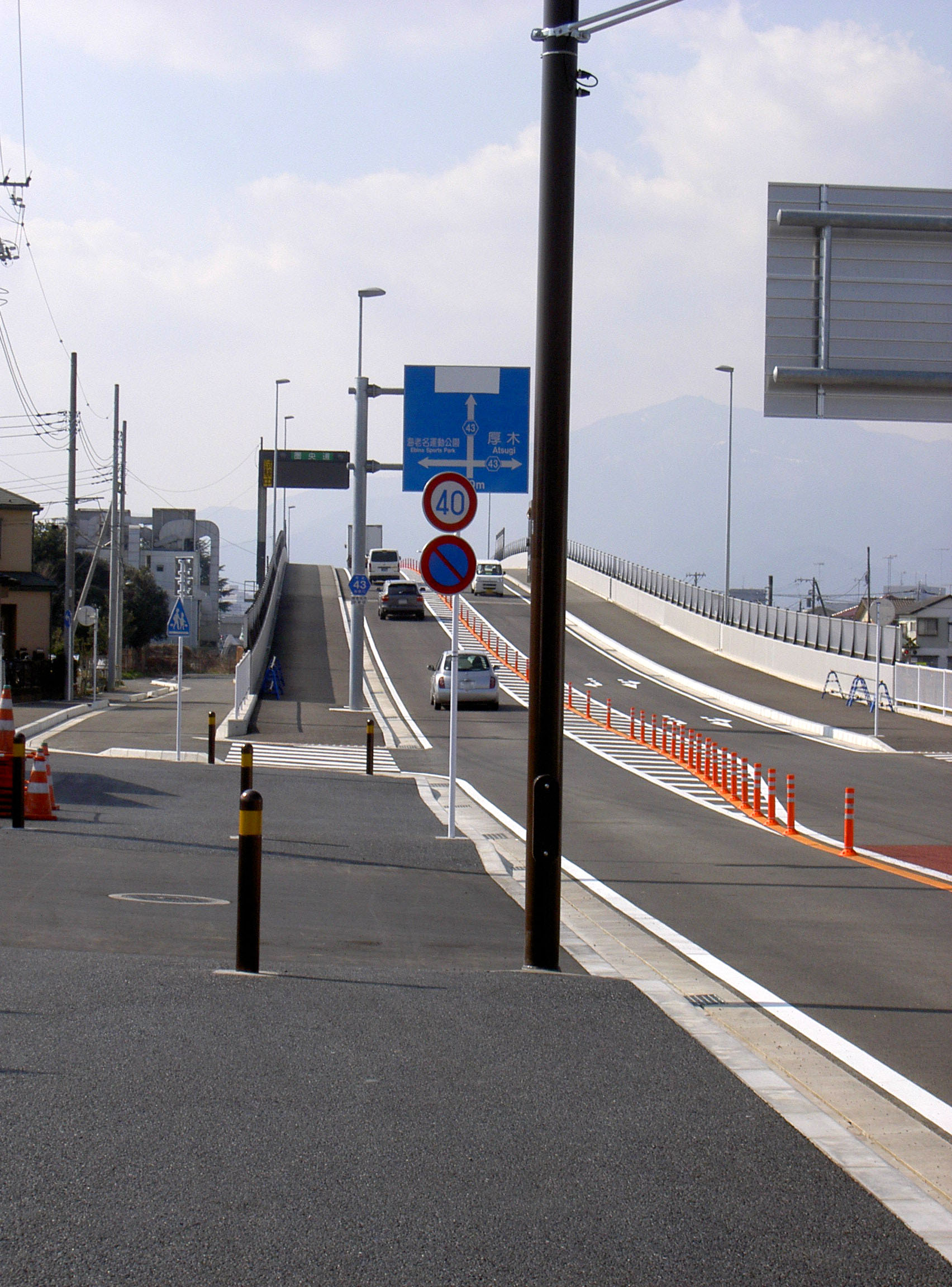
海老名市中新田、相模線をまたぐ中新田跨線橋。2010年2月19日開通。

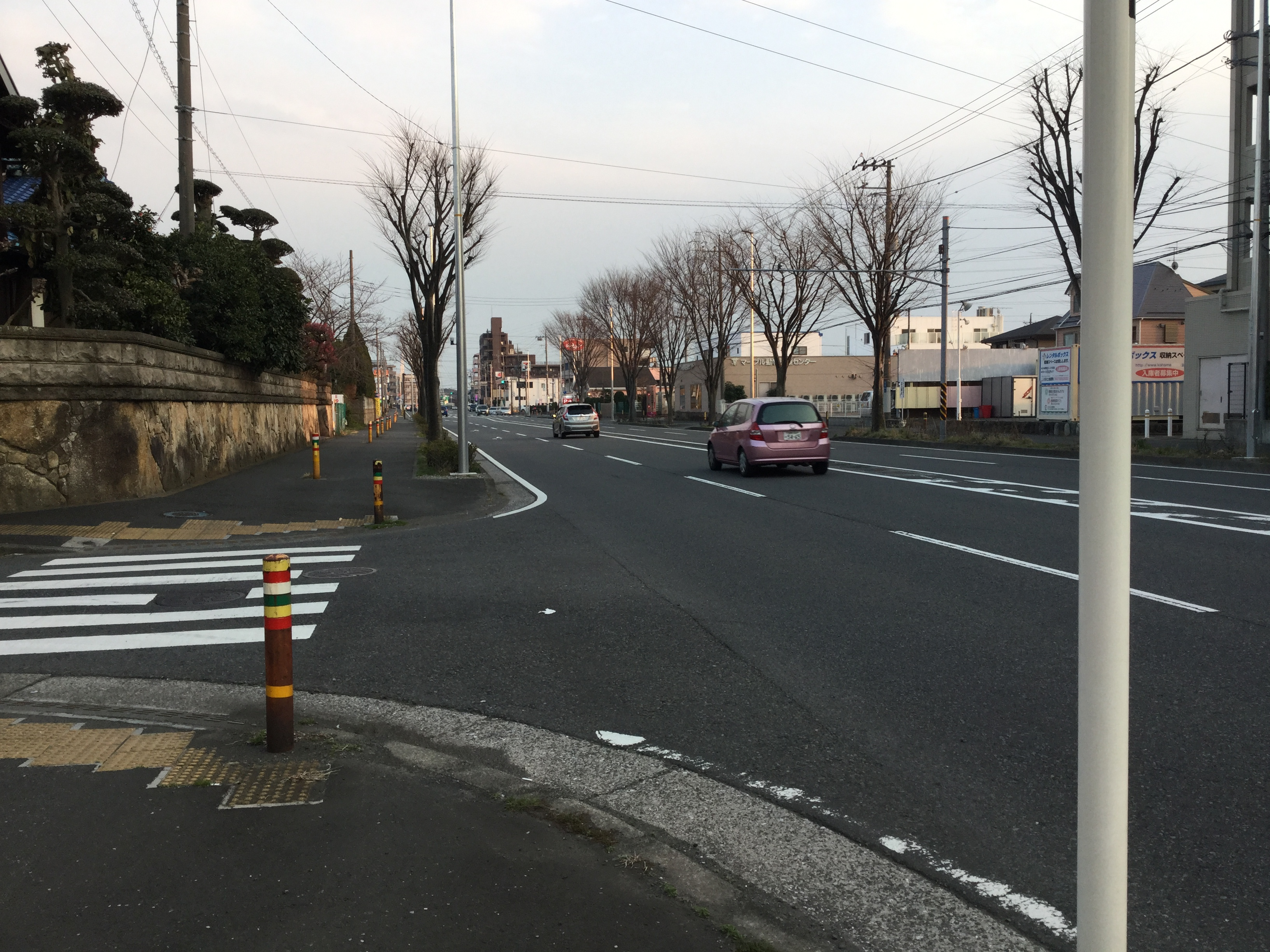
藤沢市石川一丁目付近。奥は南方向。

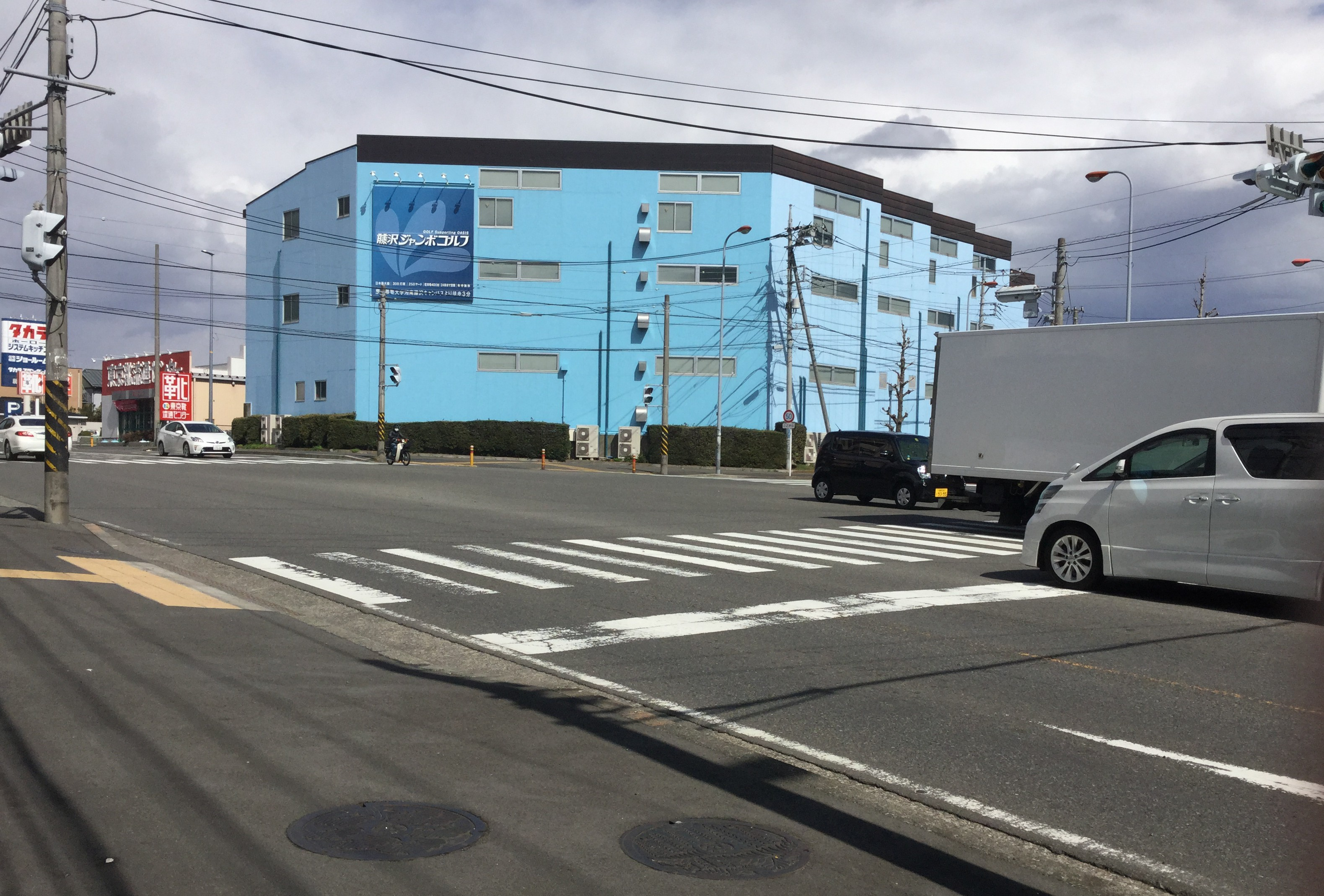
藤沢市石川の南鍛冶山交差点

神奈川県道43号藤沢厚木線（かながわけんどう43ごう ふじさわあつぎせん）は、神奈川県藤沢市から厚木市に至る全長20.4kmの主要地方道である。

## 概要

### 路線データ
- 起点 藤沢市藤沢・本町 白旗交差点
- 終点 厚木市妻田東・妻田西 妻田向市場交差点

#### 支線
- 藤沢市石川 - 藤沢市葛原

## 歴史
- 1920年4月1日：神奈川県道厚木藤沢線（愛甲郡厚木町 - 高座郡藤沢町）として県道指定[1]。
- 1954年1月29日：県道厚木藤沢線の一部である、藤沢市から愛甲郡厚木町の間を主要地方道に指定[2]。
- 1955年3月4日：路線名を厚木藤沢線から藤沢厚木線へ、整理番号を29から14へ、起点を厚木市厚木から藤沢市本町へ、終点を藤沢市藤沢から厚木市厚木へそれぞれ変更する[3]。
- 1963年3月：藤沢バイパス開通に伴い、国道1号であった旧東海道部分（白旗交差点 - 羽鳥交差点間）が、神奈川県道43号藤沢厚木線に降格となる。
- 2008年3月25日 : 遠藤東交差点以北の藤沢市内未成区間開通[4]。
- 2010年2月19日：首都圏中央連絡自動車道海老名JCT - 海老名IC間の開通に伴い、海老名インターチェンジへの連絡道が開通。

## 路線状況

### 重複区間
- 神奈川県道403号菖蒲沢戸塚線（藤沢市石川 - 藤沢市菖蒲原）
- 神奈川県道45号丸子中山茅ヶ崎線（藤沢市用田）
- 神奈川県道22号横浜伊勢原線（藤沢市用田 - 綾瀬市吉岡）
- 神奈川県道46号相模原茅ヶ崎線（海老名市中新田 - 河原口）
- 神奈川県道40号横浜厚木線（海老名市河原口 - 厚木市中町）

### 道路施設
- 引地橋（引地川）
- 用田大橋（目久尻川）
- 永池橋（永池川）
- 一ツ橋（貫抜川）
- 中新田跨線橋（相模線）
- 相模大橋（相模川） - 県道40号重複区間
- 堺橋（小鮎川）

## 地理

### 通過する自治体
- 神奈川県
  - 藤沢市 - 綾瀬市 - 海老名市 - 厚木市

### 交差する道路
- 国道467号（藤沢市藤沢・本町、白旗交差点）
- 神奈川県道44号伊勢原藤沢線（藤沢市羽鳥、羽鳥交差点）
- 国道1号藤沢バイパス（藤沢市城南、城南交差点）
- 神奈川県道47号藤沢平塚線（藤沢市大庭、舟地蔵交差点）
- 神奈川県道403号菖蒲沢戸塚線（藤沢市石川、遠藤東交差点）
- 神奈川県道404号遠藤茅ヶ崎線（藤沢市菖蒲沢・遠藤）
- 神奈川県道45号丸子中山茅ヶ崎線（藤沢市用田、用田交差点）
- 神奈川県道22号横浜伊勢原線（綾瀬市吉岡・海老名市本郷、用田橋際交差点）
- 神奈川県道406号吉岡海老名線（綾瀬市吉岡・海老名市本郷）
- 神奈川県道407号杉久保座間線（海老名市杉久保南）
- 神奈川県道408号社家停車場線（海老名市上河内）
- 神奈川県道46号相模原茅ヶ崎線（海老名市中新田、海老名インター入口交差点）
- 首都圏中央連絡自動車道海老名インターチェンジ（海老名市中新田、海老名インター前交差点）
- 神奈川県道40号横浜厚木線（海老名市河原口、相模大橋東交差点）
- 神奈川県道601号酒井金田線（厚木市東町・厚木町、東町郵便局前交差点）
- 神奈川県道40号横浜厚木線・神奈川県道602号本厚木停車場線・神奈川県道603号上粕屋厚木線）（厚木市中町・寿町、中町交差点）
- 神奈川県道601号酒井金田線（厚木市元町、元町交差点）
- 神奈川県道60号厚木清川線（厚木市松枝・水引、松枝交差点）
- 国道129号・国道246号・国道412号（厚木市妻田東・妻田西、妻田向市場交差点）

### 沿線
- 藤沢本町駅
- 神奈川県立湘南高等学校
- 引地川親水公園
- 大庭城址公園
- 秋葉台公園
- 神奈川県立中央農業高等学校
- ものみの塔聖書冊子協会日本支部
- 厚木駅
- 厚木市立病院